# Lawren Harris
Lawren Harris (Brantford, 23 de outubro de 1885 - Vancouver, 29 de janeiro de 1970) foi um pintor canadense que teve um papel fundamental na criação do Grupo dos Sete, ao qual ele pertencia, um grupo de sete jovens pintores canadenses, que influenciados pelo impressionismo europeu do século XIX, revolucionariam a pintura canadense. Em 1969 foi agraciado com o grau de "Companion" (o mais alto) da Ordem do Canadá.